# Sportovec roku 1961
Sportovec roku 1961 byl třetí ročník ankety sportovních novinářů o nejlepšího sportovce Československa. Vítězem se stal lední hokejista Josef Mikoláš. Jako brankář toho roku pomohl Československu ke stříbrným medailím na mistrovství světa. Šlo o první vítězství zástupce kolektivních sportů v anketě. Zároveň se toho roku prvně vyhlašoval samostatný vítěz v kategorii sportovních družstev (do té doby soutěžil jednotlivci a družstva dohromady). Nejvíce hlasů získala hokejová reprezentace.

## První desítka jednotlivci
1. Josef Mikoláš (lední hokej)
2. Svatopluk Pluskal a Josef Masopust (fotbal)
3. Radovan Kuchař (horolezectví)
4. František Šťastný (motorismus)
5. Ludmila Veberová (vodní slalom)
6. Zdeněk Košťál (sjezd na divoké vodě)
7. Jiří Bláha (letecká akrobacie)
8. Pavel Kantorek (atletika)
9. Vladimír Andrs (veslování)
10. Ján Popluhár (fotbal)

## První trojka družstva
1. hokejisté Československa
2. fotbalisté Dukly Praha
3. fotbalisté Československa